# B-Movie
B-Movie est un groupe de musique new wave anglais originaire de Mansfield qui a connu un succès important grâce au titre Nowhere Girl (1982). Le groupe a existé de 1979 à 1985, puis s'est reformé en 2006.

## Membres du groupe
Steve Hovington, Paul Statham, Graham Boffey, Rick Holliday

## Discographie
- 1985 : Forever Running (Label Sire)

Forever Running
Heart Of Gold
My Ship Of Dreams
Just An Echo
Remembrance Day
Switch On Switch Off
Blind Allegiance
Arctic Summer
Nowhere Girl
- 1988 : The Dead Good Tapes (Label WAX)

Man On A Threshold
Refugee
The Soldier Stood Alone
Drowning Man
Soundtrack
Nowhere Girl
This Still Life
Institution Walls
Aeroplanes & Mountains
Left Out In The Cold
Remembrance Day
- 1991 : Volume 1 Remembrance Days (Label Dead Good)

Man On A Threshold
Refugee
The Soldier Stood Alone
Drowning Man
Soundtrack
Nowhere Girl
Institution Walls
This Still Life
Left Out In The Cold
Remembrance Day
Aeroplanes & Mountains
- 1991 : Volume 2 Radio Days (Label Document)

Polar Opposites
Welcome To The Shrink
Escalator
All Fall Down
Remembrance Day
Nowhere Girl
The Devil In Me
Love Me
Disturbed
Siprit Of The Age
- 1997 : Remembrance Day - The Dead Good Years (Label Cherry Red)

Man On A Threshold
Refugee
The Soldier Stood Alone
Drowning Man
Soundtrack
Nowhere Girl
Institution Walls
This Still Life
Left Out In The Cold
Remembrance Day
Aeroplanes & Mountains
Remembrance Day (remix 1)
Remembrance Day (remix 2)
- 2001 : BBC Radio Sessions 1981-84 (Label Cherry Red)

Polar Opposites
Welcome to the Shrink
Escalator
All Fall Down
The Devil in Me
Nowhere Girl
Love Me
Disturbed
The Great Divide
Amnesia
The Promised Land
Mediterranean
No Shadow of a Doubt
Furnishing the Empty Dream
Arctic Summer
Blind Allegiance